# Fabian Piasecki
Fabian Piasecki (Wrocław, 1995. május 4. –) lengyel korosztályos válogatott labdarúgó, a Raków Częstochowa csatárja.

## Pályafutása

### Klubcsapatokban
Piasecki a lengyelországi Wrocław városában született. Az ifjúsági pályafutását a Sokół Świba, a LZS Olszowa, a Marcinki Kępno és a Polonia Kępno csapataiban kezdte, majd 2010-ben a Górnik Zabrze akadémiájánál folytatta.
2013-ban mutatkozott be a Rozwój Katowice felnőtt csapatában. 2014 és 2020 között több klubnál is szerepelt, játszott például a Górnik Zabrze, az Olimpia Zambrów, a Miedź Legnica és a Zagłębie Sosnowiec csapataiban is. 2020-ban az első osztályban szereplő Śląsk Wrocławhoz igazolt. 2020. augusztus 22-én, a Piast Gliwice ellen 2–0-ra megnyert bajnokin debütált és egyben meg is szerezte első gólját a klub színeiben. A 2021–22-es szezon első felében a Stal Mielec csapatánál szerepelt kölcsönben.
2022. július 1-jén négyéves szerződést kötött a Raków Częstochowa együttesével. Először a 2022. július 15-ei, Warta Poznań ellen 1–0-ra megnyert mérkőzés 85. percében, Vladislavs Gutkovskis cseréjeként lépett pályára. Első gólját 2022. július 31-én, a Stal Mielec ellen hazai pályán 3–2-es győzelemmel zárult találkozón szerezte meg.

### A válogatottban
Piasecki 2012-ben egy mérkőzés erejéig tagja volt a lengyel U18-as válogatottnak.

## Statisztikák
2022. október 30. szerint
| Klub                     | Szezon   | Osztály     | Bajnokság | Bajnokság | Kupa és Ligakupa | Kupa és Ligakupa | Nemzetközi | Nemzetközi | Összesen | Összesen |
| Klub                     | Szezon   | Osztály     | Meccs     | Gól       | Meccs            | Gól              | Meccs      | Gól        | Meccs    | Gól      |
| ------------------------ | -------- | ----------- | --------- | --------- | ---------------- | ---------------- | ---------- | ---------- | -------- | -------- |
| Miedź Legnica            | 2017–18  | I Liga      | 23        | 9         | 0                | 0                | —          | —          | 23       | 9        |
| Miedź Legnica            | 2018–19  | Ekstraklasa | 28        | 1         | 2                | 0                | —          | —          | 30       | 1        |
| Miedź Legnica            | Összesen | Összesen    | 51        | 10        | 2                | 0                | 0          | 0          | 53       | 10       |
| Zagłębie Sosnowiec       | 2019–20  | I Liga      | 32        | 17        | 0                | 0                | —          | —          | 32       | 17       |
| Śląsk Wrocław            | 2020–21  | Ekstraklasa | 26        | 4         | 0                | 0                | —          | —          | 26       | 4        |
| Śląsk Wrocław            | 2021–22  | Ekstraklasa | 19        | 3         | 0                | 0                | 6          | 2          | 25       | 5        |
| Śląsk Wrocław            | Összesen | Összesen    | 45        | 7         | 0                | 0                | 6          | 2          | 51       | 9        |
| Stal Mielec (kölcsönben) | 2021–22  | Ekstraklasa | 13        | 4         | 0                | 0                | —          | —          | 13       | 4        |
| Raków Częstochowa        | 2022–23  | Ekstraklasa | 15        | 5         | 1                | 0                | 2          | 0          | 18       | 5        |
| Összesen                 | Összesen | Összesen    | 156       | 43        | 3                | 0                | 8          | 2          | 167      | 45       |

## Sikerei, díjai
Miedź Legnica
- I Liga
  - Győztes (1): 2017–18

Raków Częstochowa
- Ekstraklasa
  - Bajnok (1): 2022–23

- Lengyel Kupa
  - Döntős (1): 2022–23

- Lengyel Szuperkupa
  - Győztes (1): 2022

## Fordítás
Ez a szócikk részben vagy egészben  a   Fabian Piasecki című angol Wikipédia-szócikk fordításán alapul.  Az eredeti cikk szerkesztőit annak laptörténete sorolja fel. Ez a jelzés csupán a megfogalmazás eredetét és a szerzői jogokat jelzi, nem szolgál a cikkben szereplő információk forrásmegjelöléseként.